# استیو استیورس
استیو استیورس (به انگلیسی: Steve Stivers) نمایندهٔ حوزه انتخابیه پانزدهم اوهایو از حزب جمهوری‌خواه ایالات متحده آمریکا در مجلس نمایندگان ایالات متحده آمریکا است که برای نخستین‌بار در ۶۸ ژانویه ۲۰۱۱ میلادی به‌عضویت این مجلس درآمد.